# Décret Target
Constitution du 3 sept. 1791
La loi des 30 avril – 2 mai 1790 concernant les conditions requises pour être réputé Français et pour être admis à l'exercice des droits citoyens actifs, dite le décret Target, est une loi de la Révolution française. Texte majeur du droit intermédiaire des étrangers, de la nationalité et de la citoyenneté, elle introduit un nouveau mode d'acquisition de la nationalité connu comme la naturalisation « par bienfait de la loi ».

## Élaboration
La loi consiste en un décret adopté par la Constituante le 30 avril 1790, sur la proposition de Guy-Jean-Baptiste Target, et sanctionné par Louis XVI le 2 mai 1790.

## Effet
La loi s'applique ratione personae aux étrangers qu'elle définit comme « tous ceux qui [sont] nés hors du royaume de parents étrangers ». Elle reprend la définition de l'étranger à la fin de l'Ancien Régime et en vertu de laquelle est étranger celui qui n'est Français ni par sa naissance en France (jus soli) ni par sa filiation (jus sanguinis).
En 1819, par un arrêt de sa section des requêtes du 27 avril, la Cour de cassation a considéré que la loi traite tant de la nationalité que de la citoyenneté. Elle a considéré que la loi a eu pour effet de naturaliser tout étranger ayant rempli les deux conditions suivantes : d'une part, avoir eu, dans le royaume, un domicile continu de cinq ans ; et, d'autre part, avoir soit acquis des immeubles, soit avoir épousé une Française, soit formé un établissement de commerce, soit reçu dans quelque ville des lettres de bourgeoisies. Elle a considéré que troisième condition — à savoir, la prestation du serment civique — n'était exigée que pour l'exercice des droits de citoyen actif.
La Cour de cassation a été suivie par des cours d'appel, telles la Cour royale de Paris en 1823 et la Cour royale de Riom en 1835.
La loi naturalise ainsi tous les étrangers résidant en France depuis plus de cinq ans et y disposant d'un avoir.

### Éditions
Projet de décret
- Guy-Jean-Baptiste Target (rapporteur du comité de constitution), projet de décret du 30 avril 1790, dans Jérôme Mavidal et Émile Laurent, Archives parlementaires de 1787 à 1860, 1re série, t. XV : du 21 avril 1790 au 30 mai 1790, p. 340.

Décret
- Assemblée nationale (constituante), décret du 30 avril 1790, dans Collection générale des décrets rendus par l'Assemblée nationale : avec la mention des sanctions et acceptations données par le roi [« Collection Baudouin »], t. Ier, 2de partie : janvier – mai 1790, Paris, F.-J. Baudouin, 1 vol., 564, in-12 (OCLC 969949746, BNF 33761237, SUDOC 197820425, lire en ligne), p. 323-324.

Sanction du décret et promulgation de la loi par lettres patentes
- Louis XVI, lettres patentes du 2 mai 1790, dans Collection générale des lois, proclamations, instructions et autres actes du pouvoir exécutif : publiés pendant l'Assemblée nationale constituante et législative, depuis la convocation des États généraux jusqu'au 31 décembre 1791 [« Collection du Louvre »], t. Ier, 2de part. : avril – août 1790, Paris, Imprimerie royale, 1792, 1 vol., XX-1428, in-4o (OCLC 491255638, BNF 33761232, SUDOC 085029858, lire en ligne), p. 777-778.

Édition moderne
- [Ministère de la Justice 2012] Ministère de la Justice (éd.), La nationalité française : recueil des textes législatifs et réglementaires, des conventions internationales et autres documents, Paris, La Documentation française, coll. « Textes et documents », mars 2002, 1 vol., 429, 24 cm (ISBN 2-11-005055-1, EAN 9782110050557, OCLC 422220485, BNF 38829866, SUDOC 060700238, lire en ligne), document no 12, p. 69, col. 1.

### Jurisprudence
- [Req., 27 avr. 1819] Cour de cassation, section des requêtes, arrêt du 27 avril 1819, Comte d'Alsace c. de Caraman.
- [Paris, 18 mars 1823] Cour royale de Paris, première chambre, arrêt du 18 mars 1823, Wagner c. préfet de la Seine.
- [Nîmes, 22 déc. 1825] Cour royale de Nîmes, première chambre, arrêt du 22 décembre 1825, Forster c. préfet du Gard.
- [Riom, 7 avr. 1835] Cour royale de Riom, première chambre, arrêt du 7 avril 1835, Onslow c. Onslow.
- [Req. 28 avr. 1836] Cour de cassation, chambre des requêtes, arrêt du 28 avril 1836, Onslow c. Onslow.